# Akcja Stamm

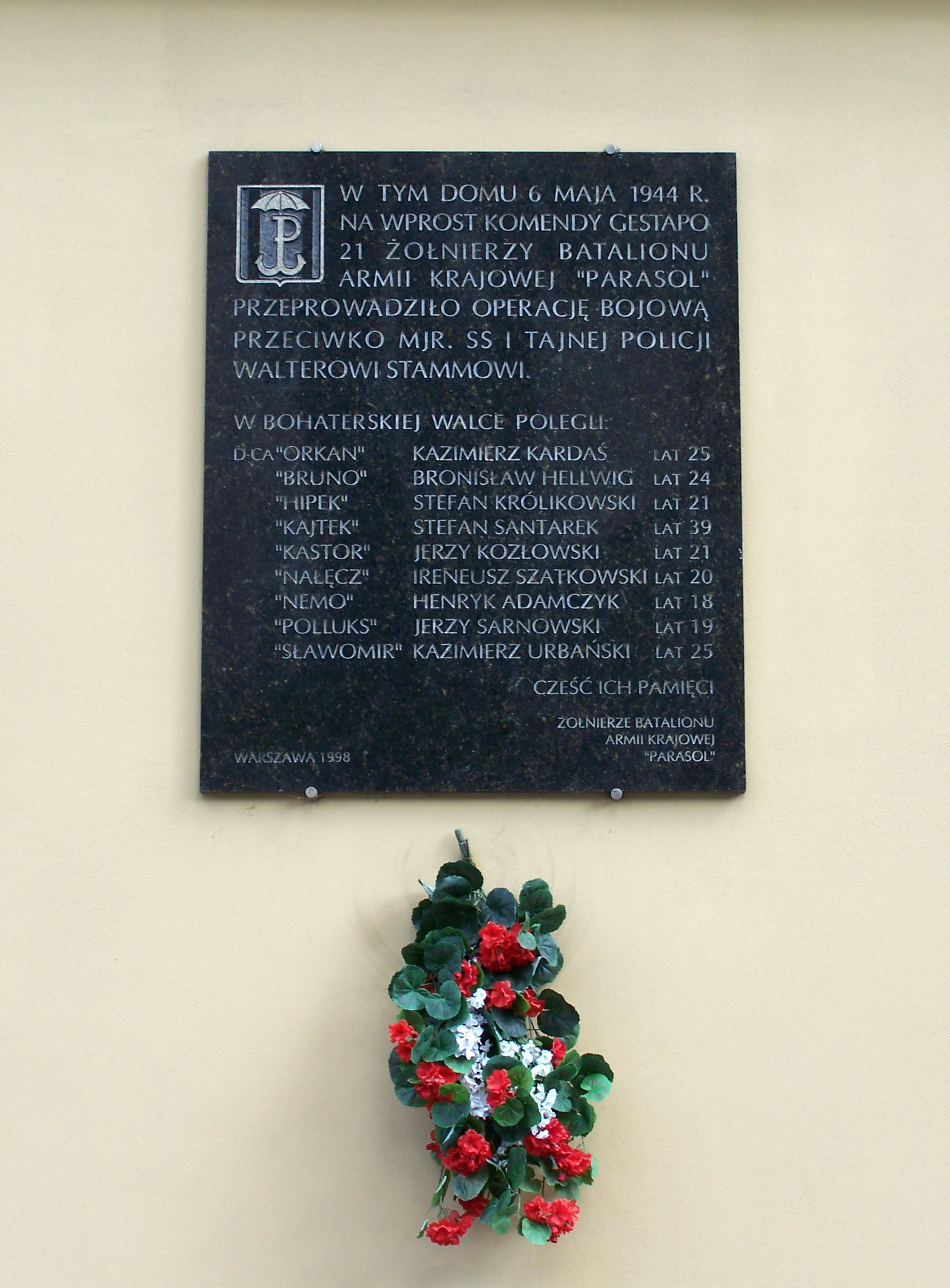
Tablica na ścianie kamienicy przy al. Szucha 16, upamiętniająca żołnierzy oddziału „Pegaz” poległych w Akcji „Stamm”

Akcja „Stamm”, znana także jako Specjalna Operacja Bojowa „Stamm” – nieudany zamach żołnierzy oddziału specjalnego Kedywu Komendy Głównej AK „Pegaz” na Waltera Stamma, kierownika Wydziału IV w urzędzie Komendanta SD i policji bezpieczeństwa na dystrykt warszawski, przeprowadzony 6 maja 1944 w alei J. Ch. Szucha w Warszawie.
Akcja została przeprowadzona w skrajnie niesprzyjających warunkach, w samym sercu pilnie strzeżonej niemieckiej „dzielnicy policyjnej”. Z powodu niedopracowanego planu oraz splotu niefortunnych okoliczności żołnierzom AK nie udało się uzyskać efektu zaskoczenia. W rezultacie Stamm wyszedł z zamachu bez szwanku, natomiast w zaciętej walce poległo lub odniosło śmiertelne rany ośmiu żołnierzy dywersji. Akcja „Stamm” była jedną z największych, a zarazem najtragiczniejszych akcji bojowych w historii warszawskiej konspiracji.

## Przygotowania
W czasie niemieckiej okupacji SS-Sturmbannführer Walter Stamm pełnił funkcję kierownika Wydziału IV w urzędzie Komendanta SD i policji bezpieczeństwa (KdS) na dystrykt warszawski. Fakt ten czynił go jedną z najważniejszych osobistości w niemieckim aparacie policyjnym w Warszawie. Kierowany przez niego wydział stanowił bowiem najliczniejszą komórkę organizacyjną w urzędzie warszawskiego KdS, a jego podstawowym zadaniem było zwalczanie polskiego ruchu oporu. Stamm osobiście nadzorował najważniejsze śledztwa. Ponadto podległy mu wydział odpowiadał za planowanie i koordynację wszystkich akcji represyjnych wymierzonych w ludność stolicy – tj. ulicznych łapanek, masowych wywózek do obozów koncentracyjnych oraz tajnych i publicznych egzekucji. Od decyzji Stamma zależał zazwyczaj los polskich więźniów politycznych przetrzymywanych na Pawiaku. W zakres zadań Wydziału IV wchodziły również wszystkie tzw. sprawy żydowskie.
Dowództwu AK znane były zbrodnie Stamma, a także rola jaką odgrywał w niemieckim aparacie bezpieczeństwa. Zadanie rozpracowania gestapowca powierzono komórce wywiadowczej oddziału specjalnego „Pegaz”, kierowanej przez ppor. Aleksandra Kunickiego ps. „Rayski”. W działaniach rozpoznawczych aktywnie uczestniczył jeden z najskuteczniejszych wywiadowców „Pegaza”, pchor. Zygmunt Kaczyński ps. „Wesoły”. Jako akwizytor firmy „E. Wedel” miał on stały dostęp do gmachu Gestapo przy al. Szucha 25; udało mu się zdobyć nawet zdjęcie Stamma. W rezultacie zespół „Rayskiego” już w marcu 1944 roku dysponował podstawowymi informacjami na temat Stamma. Wyniki rozpoznania nie były jednak zachęcające. Stamm mieszkał w kamienicy Spółdzielni Mieszkaniowej „Proporzec” przy al. Szucha 16, położonej niemal naprzeciwko gmachu Gestapo. Wywiadowcy ustalili, że SS-Sturmbannführer wraz z żoną, dwoma synami i służącą zajmuje mieszkanie nr 17, położone na drugim piętrze kamienicy. Codziennie udawał się stamtąd do pracy w gmachu Gestapo; zwykle wracając do domu na przerwę obiadową (zazwyczaj ok. godz. 13:00). Godziny wyjścia do pracy i powrotu do domu pozostawały przy tym stosunkowo nieregularne. Wyniki rozpoznania wskazywały ponadto, iż Stamm bardzo rzadko i nieregularnie opuszcza niemiecką dzielnicę, a jego stosunki towarzyskie ograniczają się w zasadzie do wizyt w niemieckim kasynie – również położonym w al. Szucha. Oznaczało to, że ewentualna likwidacja musiałaby zostać przeprowadzona w samym sercu „dzielnicy policyjnej”, tj. w pobliżu licznych niemieckich koszar i urzędów, w rejonie zamieszkanym niemal wyłącznie przez reichsdeutschów i volksdeutschów oraz usianym licznymi posterunkami wartowniczymi. Zdawano sobie przy tym sprawę, że po wcześniejszych akcjach podziemia – w szczególności po udanym zamachu na Franza Kutscherę – Niemcy zaostrzyli czujność oraz wzmocnili ochronę „dzielnicy policyjnej”.
Dowództwo oddziału planowało początkowo, iż likwidację Stamma przeprowadzą żołnierze II plutonu „Pegaza”. Dowódca tego pododdziału, Jerzy Zapadko ps. „Mirski”, opracował stosunkowo nieskomplikowany plan, przewidujący zastrzelenie Stamma, gdy ten będzie wracał z gmachu Gestapo do swojego domu. W tym celu wykonawcy przebrani w kombinezony firmy kanalarskiej mieli pozorować prace na środku al. Szucha. Silna grupa ubezpieczająca miała następnie osłonić odwrót wykonawców z „dzielnicy policyjnej”. Zanim jednak przystąpiono do realizacji tego planu wywiadowcy zdobyli informację, iż Stamm z powodu choroby nie opuszcza swojego mieszkania. Fakt ten, jak również konieczność zaangażowania II plutonu w realizację akcji „Rodewald”, wymusiły chwilowe odłożenie likwidacji gestapowca. W międzyczasie „Wesoły”, który dobrze znał sekretarkę Stamma, a nawet bywał w jego mieszkaniu z dostawami czekoladek, zaproponował, że przy najbliższej okazji osobiście zastrzeli gestapowca z cichostrzelnego pistoletu. Dowództwo „Pegaza”, nie chcąc tracić cennego wywiadowcy, nie wyraziło zgody na realizację tego planu.
W kwietniu 1944 „Wesoły” dowiedział się, że wkrótce Stamm na stałe opuści Warszawę. W tej sytuacji dowódca „Pegaza”, kapitan Adam Borys ps. „Pług”, uznał, że likwidacja gestapowca musi zostać przeprowadzona jak najszybciej. Podczas jednej z kwietniowych odpraw „Pług” polecił „Mirskiemu”, aby ten wyznaczył dowódcę akcji likwidacyjnej. Wybór „Mirskiego” padł na pchor. Kazimierza Kardasia ps. „Orkan”. Uzyskawszy od komórki wywiadowczej wszystkie informacje zdobyte podczas rozpracowywania Stamma, „Orkan” opracował całkowicie nowy plan akcji. Kluczowa okazała się w tym kontekście kolejna informacja zdobyta przez „Wesołego”. Pod koniec kwietnia 1944 wywiadowca dowiedział się, że gestapowiec ponownie zachorował i od pewnego czasu przebywa stale w swoim mieszkaniu. Wcześniej zdołano ustalić, że w bramie domu Stamma przy al. Szucha 16 znajduje się dyżurka, w której pełni służbę uzbrojony wartownik, posiadający bezpośrednie połączenie telefoniczne z położonym naprzeciwko gmachem Gestapo. Z obserwacji „Wesołego” wynikało jednak, że wartownik nie wydaje żadnych przepustek, a czasami wpuszcza gości bez żadnego legitymowania. W tej sytuacji „Orkan” uznał, że można zaryzykować próbę likwidacji Stamma w jego własnym mieszkaniu.

## Plan akcji

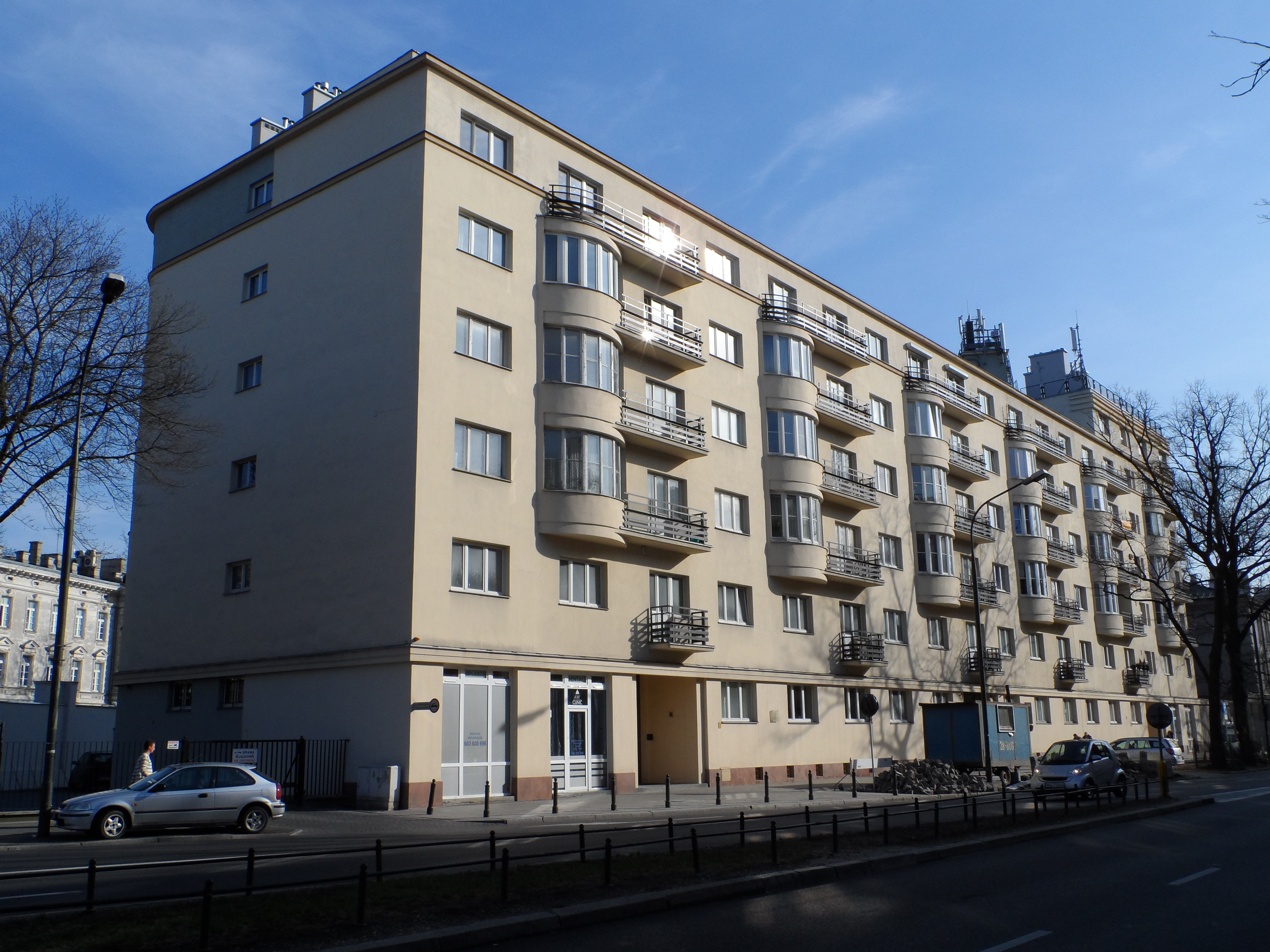
Kamienica Spółdzielni Mieszkaniowej „Proporzec”. W domu tym mieszkał Walter Stamm

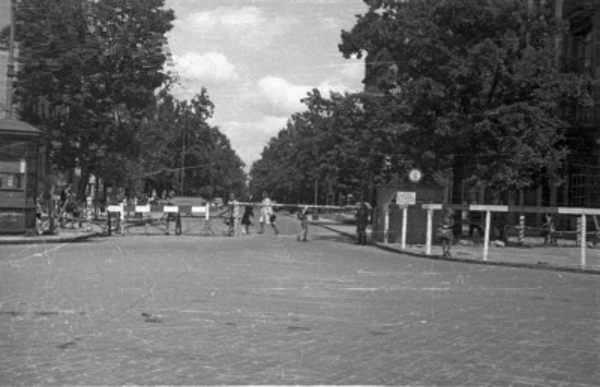
Niemiecki posterunek przy szlabanie zamykającym wjazd w al. Szucha (widok od strony pl. Unii Lubelskiej)

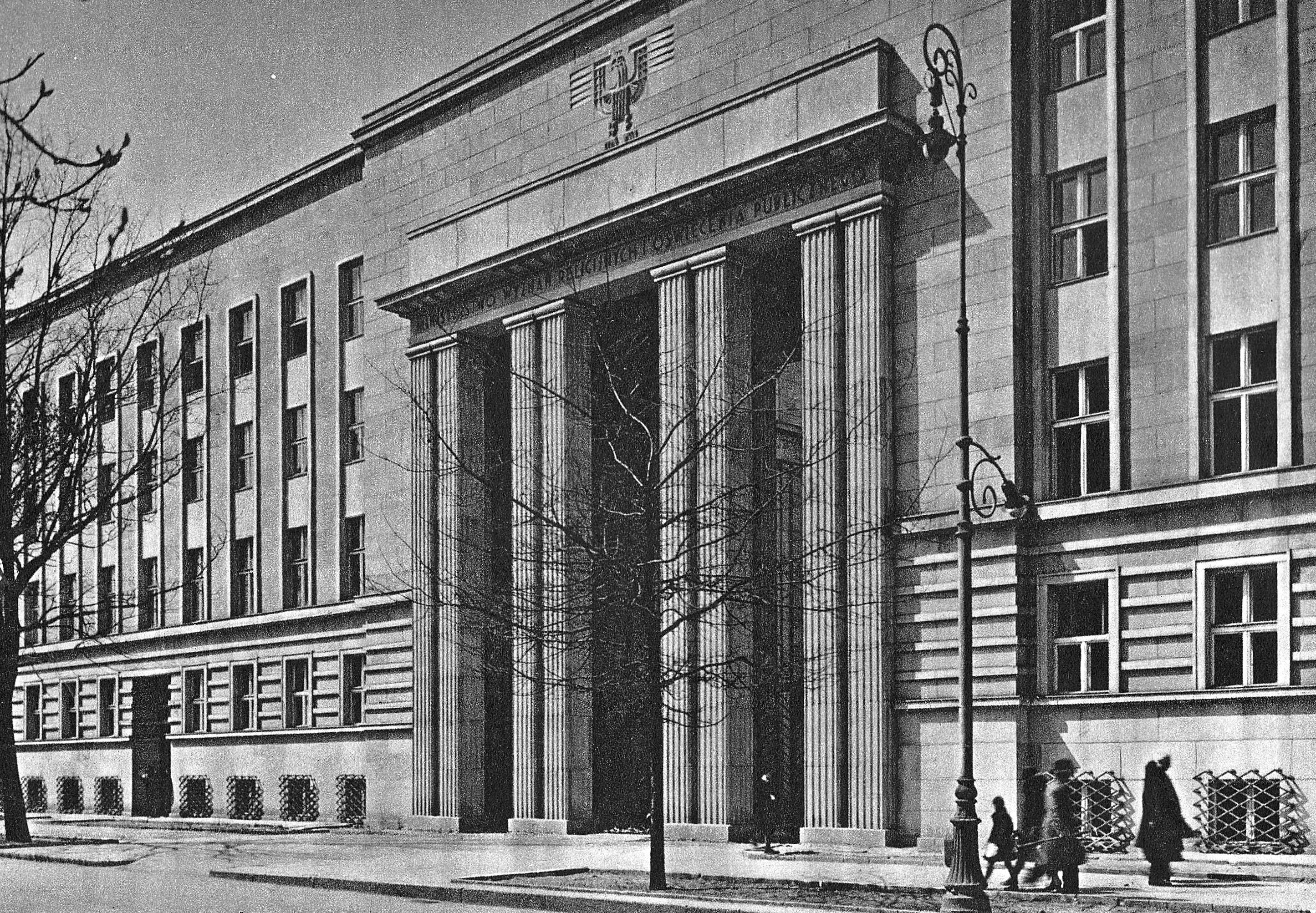
Gmach Ministerstwa Wyznań Religijnych i Oświecenia Publicznego, w czasie okupacji siedziba warszawskiego Gestapo

Na początku maja 1944 opracowany przez „Orkana” plan akcji został zaakceptowany przez „Pługa” i „Mirskiego”. Przyjęto w nim założenie, że bezpośrednią likwidację Stamma przeprowadzi pięcioosobowa grupa likwidacyjna, podzielona na dwie sekcje szturmowe. W pierwszej sekcji znalazł się sam „Orkan”, któremu towarzyszył pchor. Stefan Królikowski ps. „Hipek”. Mieli oni udać się do domu nr 16 pod pretekstem doręczenia Stammowi listu od niejakiego doktora Kocha z Wiednia (informację, iż Stamm utrzymuje kontakty z Kochem uzyskano podczas „rozpracowywania” gestapowca). W ślad za pierwszą „dwójką” do kamienicy miała udać się także druga sekcja, w skład której weszli pchor. Tadeusz Chojko ps. „Bolec”, Tadeusz Kamiński ps. „Olek” oraz pchor. Jan Wróblewski ps. „Zabawa”. Dla niepoznaki „Bolec” i „Olek” nieść mieli kosz z wiktuałami, przeznaczony rzekomo dla mieszkającego w tym samym domu SS-Oberscharführera Hoffmana (znanego z przyjmowania łapówek w postaci paczek żywnościowych). Z wyjątkiem „Orkana” wszyscy wykonawcy znali język niemiecki, przy czym „Hipek” posługiwał się nim biegle.
Plan przewidywał, że po dotarciu do kamienicy wszyscy wykonawcy udadzą się do mieszkania Stamma. W przypadku gdyby wartownik usiłował wylegitymować któregoś z żołnierzy, wykonawcy mieli go sterroryzować i pozostawić pod opieką „Zabawy”, podczas gdy pozostała czwórka kontynuowałaby misję. W zależności od dalszego obrotu wydarzeń przewidywano różne warianty likwidacji Stamma. Gdyby gestapowiec osobiście otworzył drzwi, żołnierze powinni podać mu sfałszowany list, po czym niezwłocznie go ogłuszyć, a następnie zastrzelić z cichostrzelnego pistoletu. Jeżeli drzwi otworzyłaby jednak żona Stamma lub służąca, żołnierze powinni obezwładnić kobietę, wtargnąć do mieszkania, zastrzelić gestapowca, a następnie – jeżeli będzie taka możliwość – przeszukać jego biurko. Przewidziano również możliwość wszczęcia przez Niemców alarmu już w trakcie likwidacji Stamma. Dwóch wykonawców miało wówczas obsadzić bramę kamienicy, a następnie związać ogniem broni maszynowej niemieckie posterunki w położonym naprzeciwko gmachu Gestapo (do momentu aż możliwa będzie ewakuacja).
W tym samym czasie w rejonie pl. Na Rozdrożu zostałoby rozwiniętych pięć grup ubezpieczających. W chwili wszczęcia przez Niemców alarmu miały one przypuścić gwałtowny atak na pobliskie posterunki nieprzyjaciela, osłaniając w ten sposób odwrót grupy likwidacyjnej. Poszczególnym zespołom ubezpieczenia powierzono następujące zadania:
- I zespół miał ostrzelać niemiecki posterunek przy szlabanie zamykającym wjazd w al. Szucha od strony pl. Na Rozdrożu. Następnie żołnierze wbiegliby w al. Szucha i udali się pod dom Stamma, ostrzeliwując po drodze posterunki przed budynkami nr 23, 25 i 14.
- II zespół miał zlikwidować niemiecki posterunek przed domem przy al. Szucha 27, a następnie opóźniać niemiecki kontratak od strony al. Szucha.
- III zespół miał zlikwidować niemiecki posterunek przy szlabanie zamykającym wjazd w al. Szucha od strony pl. Na Rozdrożu, a następnie wesprzeć II zespół. Jeden z żołnierzy miał także rozsypać na ulicy gwoździe, aby opóźnić w ten sposób niemiecki pościg samochodowy.
- IV zespół miał zająć stanowisko na rogu Al. Ujazdowskich i Agrykoli, aby stamtąd opóźniać niemiecki kontratak od strony koszar SS-Reiterei przy Al. Ujazdowskich oraz Belwederu.
- V zespół miał zająć stanowisko przy ogrodzeniu parku Ujazdowskiego, aby stamtąd osłaniać kolegów przed ewentualną niemiecką kontrakcją od strony gmachu Kriminalpolizei przy ul. Koszykowej oraz pl. Trzech Krzyży.

„Odskok” z miejsca akcji miał się odbyć trzema samochodami – półciężarowym chevroletem oraz osobowymi mercedesem i wandererem. Planowano, iż na kilka minut przed rozpoczęciem akcji chevrolet zaparkuje przy Agrykoli, podczas gdy dwa pozostałe pojazdy zaparkują po nieparzystej stronie Al. Ujazdowskich (zwrócone w stronę Agrykoli). Trasa ewakuacyjna miała przebiegać Agrykolą i ul. Szwoleżerów aż do ul. Czerniakowskiej, skąd żołnierze powinni następnie udać się mniejszymi grupkami na wyznaczone punkty zborne. Ponadto w trzech punktach przy ul. Czerniakowskiej miały oczekiwać dorożki z lekarzami i łączniczkami, gotowe w razie potrzeby do przyjęcia rannych i przewiezienia ich do jednego z trzech lokali sanitarnych oddziału (w tym do prowizorycznego szpitala w willi przy ul. Kossaka na Żoliborzu, przygotowanego do przeprowadzania nawet skomplikowanych operacji).
Łącznie w akcji „Stamm” miało wziąć udział aż 21 żołnierzy „Pegaza” (nie licząc łączniczek i personelu sanitarnego). Tym samym stała się ona jedną z największych akcji bojowych w dotychczasowej historii warszawskiej konspiracji. Pod wieloma względami miała to być również akcja precedensowa – zwłaszcza w kontekście planów bezpośredniego natarcia na silnie umocnione niemieckie posterunki.
3 maja 1944 odbyła się odprawa, podczas której wyznaczeni do udziału w akcji żołnierze „Pegaza” zapoznali się z planem likwidacji Stamma oraz otrzymali rozkaz samodzielnego opracowania niezbędnych szczegółów powierzonych im zadań. Żołnierze szybko zorientowali się, że akcja jest obarczona ogromnym ryzykiem, podczas gdy szanse powodzenia pozostają niewielkie. Od wątpliwości nie był zresztą wolny nawet autor planu. 4 maja miała miejsce kolejna odprawa, podczas której „Orkan” zameldował kapitanowi „Pługowi”, że wraz z kolegami doszedł do wniosku, iż ze względu na niesprzyjające miejsce akcji oraz niejednoznaczne wyniki rozpoznania, likwidacja Stamma jest niewykonalna. W odpowiedzi „Pług” oświadczył jednak, że akcja musi zostać przeprowadzona, a kto nie czuje się na siłach by wziąć w niej udział może się wycofać – przy czym konsekwencją będzie odsunięcie od wszystkich poważniejszych zadań w przyszłości. W tej sytuacji wszyscy żołnierze zapowiedzieli, że wezmą udział w akcji.
Początkowo planowano, że akcja zostanie przeprowadzona w dniu 5 maja. Żołnierzom nie dostarczono jednak na czas pistoletów maszynowych Sten; spóźniły się także wyznaczone samochody. W rezultacie likwidację Stamma przełożono na następny dzień.

### Uczestnicy akcji

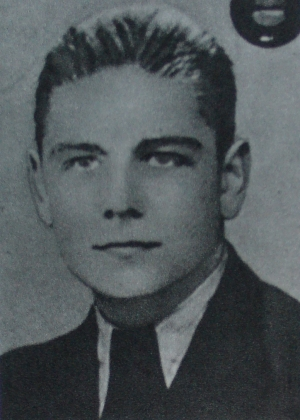
Pchor. Kazimierz Kardaś ps. „Orkan”. Dowódca akcji

W akcji „Stamm” wzięło udział 21 żołnierzy „Pegaza” (nie licząc łączniczek i personelu sanitarnego). Skład i uzbrojenie zespołu przedstawiały się następująco:
Zespół wykonawczy:
- pchor. Kazimierz Kardaś ps. „Orkan” – dowódca akcji (Sten, pistolet kal. 7,65 mm, pistolet kal. 9 mm, granat);
- pchor. Stefan Królikowski ps. „Hipek” – I zastępca dowódcy akcji (pistolet 7,65 mm, pistolet cichostrzelny Colt, granat);
- pchor. Jan Wróblewski ps. „Zabawa” (Sten, pistolet kal. 9 mm, granat);
- pchor. Tadeusz Kamiński ps. „Olek” (pistolet kal. 9 mm i granat);
- pchor. Tadeusz Chojko ps. „Bolec” (pistolet kal. 9 mm i granat).

I zespół ubezpieczający:
- pchor. Stanisław Dąbrowski ps. „Cyklon” – II zastępca dowódcy akcji, dowódca ubezpieczenia (MP 40, pistolety kal. 9 mm);
- pchor. Kazimierz Łukasiak ps. „Burza” (MP 40, dwa pistolety kal. 9 mm, granat);
- Zbigniew Kuszner ps. „Sokół” (dwa pistolety kal. 9 mm).

II zespół ubezpieczający:
- pchor. Zbigniew Gąsior ps. „Garbaty” – dowódca zespołu (Sten, pistolet kal. 9 mm);
- Robert Krauze ps. „Żak” (pistolet kal. 9 mm i sześć granatów).

III zespół ubezpieczający:
- Jerzy Sarnowski ps. „Polluks” – III zastępca dowódcy akcji (MP 40, pistolet kal. 9 mm);
- Jerzy Kozłowski ps. „Kastor” (pistolet kal. 7,65 mm, pistolet kal. 9 mm, pięć granatów);
- Henryk Adamczyk ps. „Nemo” (dwa pistolety kal. 9 mm, pięć granatów, gwoździe dywersyjne).

IV zespół ubezpieczający:
- pchor. Kazimierz Urbański ps. „Sławomir” – dowódca zespołu (Sten, pistolet kal. 9 mm, granat);
- Lucjan Krawczykiewicz ps. „Lis” (dwa pistolety kal. 9 mm i pięć granatów).

V zespół ubezpieczający:
- Ireneusz Szatkowski ps. „Nałęcz” – dowódca zespołu (dwa pistolety kal. 9 mm);
- Mieczysław Belke ps. „Lampart” (dwa pistolety kal. 9 mm i pięć granatów).

Kierowcy
- pchor. Bronisław Hellwig ps. „Bruno” – kierowca samochodu marki Mercedes V170 (pistolet kal. 9 mm i dwa granaty);
- Stanisław Gniado ps. „Otto” – kierowca samochodu marki Chevrolet ¾ t. (pistolet kal. 9 mm i granat);
- Stefan Santarek ps. „Kajtek” – kierowca samochodu marki Wanderer (pistolet kal. 9 mm i granat);
- Jan Bernatowicz ps. „Bartek” – kierowca zapasowy (bez broni).

W tym okresie oddział „Pegaz” był już przekształcany w regularny batalion Armii Krajowej (kryptonim „Parasol”). W gronie uczestników akcji znaleźli się przede wszystkim żołnierze tworzącej się 2. kompanii batalionu. Ponadto w zamachu wzięli udział trzej żołnierze 3. kompanii, znający j. niemiecki („Hipek”, „Olek” i „Zabawa”).

## Przebieg akcji
6 maja 1944 o godz. 9:00 uczestnicy akcji zebrali się w lokalach konspiracyjnych. Zespół likwidacyjny udał się do mieszkania przy ul. Wilczej, podczas gdy żołnierze ubezpieczenia zgromadzili się w mieszkaniu Antoniego Arciszewskiego przy ul. Mokotowskiej. Broń dostarczyły łączniczki „Kama”, „Dewajtis”, „Zojda” i „Scarlett”. Około godziny 10:00 nadszedł meldunek od „Wesołego”, informujący, że Stamm przebywa w mieszkaniu, a w rejonie akcji nie dzieje się nic szczególnego. O godzinie 11:40 dowódca akcji zarządził wyjście na stanowiska. „Orkan” i „Hipek” dojechali w rejon al. Szucha tramwajem, podczas gdy pozostali trzej wykonawcy udali się tam dorożką.
Punktualnie o godzinie 12:00 „Orkan” i „Hipek” przeszli bez przeszkód posterunek kontrolny przy wlocie al. Szucha od strony pl. Na Rozdrożu. Chwilę później szlaban minęli również „Bolec”, „Olek” i „Zabawa”. Żołnierze szybko zorientowali się, że w al. Szucha panuje duży ruch. Tylko pod samym domem Stamma stały zaparkowane dwa samochody ciężarowe i jeden osobowy. Z jednej z ciężarówek blisko dziesięciu esesmanów wynosiło niezidentyfikowane pakunki. W bramie kamienicy „Orkan” i „Hipek” zostali zatrzymani przez niemieckiego wartownika, który zajęty rozmową z trzema esesmanami polecił im zaczekać. Odczekawszy kilka minut żołnierze spróbowali wyminąć wartownika, oznajmiając mu jednocześnie, iż bardzo się śpieszą. W odpowiedzi ten zażądał od nich przepustek. Wówczas „Hipek” nienaganną niemczyzną oświadczył, iż „posłańcy” nie posiadają takowych, gdyż nie wiedzieli, że istnieje jakiekolwiek niemieckie zarządzenie w tej sprawie. Okazał następnie Niemcowi rzekomy list do Stamma. Wartownik wszedł do znajdującej się w pobliżu dyżurki, po czym zażądał od obu żołnierzy okazania kenkart, zamierzając prawdopodobnie wypisać im przepustki. „Orkan” i „Hipek” spostrzegli wówczas, że w dyżurce siedzi ubrany po cywilnemu Niemiec, który bacznie ich obserwuje. W pewnym momencie, prawdopodobnie nie wytrzymując napięcia, „Hipek” wyszarpnął pistolet i dwukrotnie strzelił do wartownika. W tej samej chwili „Orkan” ostrzelał stojących w bramie esesmanów, po czym obaj żołnierze zaczęli uciekać. Cywilny agent wybiegł wówczas z dyżurki i celnymi strzałami poważnie zranił obu wybiegających z bramy żołnierzy. Tymczasem trzej pozostali wykonawcy, którzy zbliżali się właśnie do domu Stamma, otworzyli ogień do kręcących się przy samochodach esesmanów. W czasie strzelaniny zaciął się Sten „Zabawy”, rzucił on także granat, który jednak nie wybuchł. Cała pięcioosobowa grupa likwidacyjna rozpoczęła następnie odwrót w kierunku pl. Na Rozdrożu. Ciężko ranny „Hipek” coraz bardziej pozostawał w tyle.
Tymczasem do akcji włączyli się żołnierze ubezpieczenia. III zespół ostrzelał i obrzucił „filipinkami” posterunek przy szlabanie (w czasie walki został ranny „Kastor”). I zespół wbiegł natomiast w al. Szucha, po czym ostrzeliwując w biegu ten sam posterunek dotarł aż pod gmach Gestapo. Żołnierze ostrzelali budynek ogniem pistoletów maszynowych, chcąc w ten sposób sparaliżować niemiecką kontrakcję. W al. Szucha wbiegł również dwuosobowy II zespół. „Żak” i „Garbaty” przydusili ogniem niemieckie posterunki w bramach pobliskich domów, po czym zaopiekowali się rannymi „Hipkiem” i „Orkanem”. Dzięki pomocy kolegów obaj ranni żołnierze zdołali dojść do zaparkowanego najbliżej „ewakuacyjnego” Mercedesa. Dwa pozostałe zespoły ubezpieczenia również włączyły się do akcji. „Lis” celnym strzałem powalił esesmana, który mierzył od tyłu do „Sławomira”.
W rejonie pl. Na Rozdrożu rozpoczęła się regularna bitwa. Wobec przytłaczającej przewagi wroga żołnierze dywersji przystąpili do odskoku. Obok „Hipka” i „Orkana” do mercedesa zdołali jeszcze wsiąść dwaj członkowie grupy likwidacyjnej („Olek” i „Zabawa”), a także trzej żołnierze ubezpieczenia („Burza”, „Cyklon” i „Garbaty”). Gdy tylko samochód ruszył z miejsca, kierujący nim „Bruno” otrzymał postrzał w głowę. Mimo poważnej ranny utrzymał jednak panowanie nad pojazdem i ruszył w dół Agrykoli, podczas gdy pasażerowie osłaniali odjazd strzałami z okien samochodu. Zaraz za nim, na skutek pomyłki lub zbyt niskiej odporności psychicznej kierowcy, odjechał także półciężarowy chevrolet. Na skutek zbyt szybkiego odjazdu nie wszyscy przewidziani planem pasażerowie zdołali znaleźć się we wnętrzu chevroleta (wsiedli jedynie „Bolec”, „Lis” oraz lekko ranny „Sokół”). W ten sposób do ewakuacji pozostających jeszcze na polu walki żołnierzy posłużyć mógł już tylko osobowy wanderer.
Walczący przy szlabanie żołnierze musieli dobiec do ostatniego samochodu pod ostrzałem z trzech stron – z al. Szucha, z koszar SS-Reiterei przy Al. Ujazdowskich oraz z gmachu Kriminalpolizei przy ul. Koszykowej. Ich odwrót ogniem pistoletów maszynowych osłaniali „Nałęcz” i „Lampart” rozstawieni przy parku Ujazdowskim oraz samotny „Sławomir”, zajmujący pozycję przy wlocie Agrykoli. W czasie walki „Nałęcz” przez przypadek rzucił granat w pobliżu wanderera; szczęśliwym trafem ten jednak nie eksplodował. Tymczasem ranny „Kastor” przy pomocy swego kolegi „Polluksa” zdołał dotrzeć do samochodu. Podczas odskoku poważnie ranny został „Nemo”. Przez chwilę rannego kolegę eskortował „Żak”, który widząc jednak, iż ten nie zdoła dalej iść, zaalarmował kierowcę wanderera. Pod osłoną „Sławomira”, prowadzącego nieustanny ostrzał ze Stena, „Kajtek” podjechał na wstecznym biegu do rannego żołnierza. Gdy tylko ranny „Nemo” znalazł się w środku, wanderer w ślad za pozostałymi dwoma pojazdami natychmiast ruszył w dół Agrykoli. Przed odjazdem żołnierze ubezpieczenia nie zdołali jednak rozsypać na jezdni alei Szucha gwoździ.
Tymczasem Niemcy błyskawicznie rozpoczęli dobrze zorganizowaną kontrakcję. Nie minęło piętnaście sekund od odjazdu ostatniego samochodu, gdy z koszar SS-Reiterei wyruszyły gęste tyraliery esesmanów, które zamknęły Al. Ujazdowskie i ul. Wiejską, a także rozpoczęły przeczesywanie pobliskiego Ogrodu Botanicznego oraz parku Ujazdowskiego. Zatrzymywano i szczegółowo legitymowano wszystkich przypadkowych przechodniów, nie wyłączając starców oraz matek z dziećmi. Bezwzględnie strzelano przy tym do osób próbujących ucieczki lub szukających kryjówek w parkowych zaroślach. Do akcji wkroczyła również jednostka „Kałmuków” kwaterujących w Szpitalu Ujazdowskim, której żołnierze szybko obsadzili północną stronę Agrykoli. Jednocześnie niespełna w minutę po odjeździe wanderera za pojazdami „Pegaza” ruszyły w pościg 3-4 niemieckie samochody policyjne. W tej sytuacji odskok Agrykolą i ul. Szwoleżerów przebiegał pod nieustannym ostrzałem. W najgorszej sytuacji znalazł się jadący na samym końcu wanderer, który z powodu zbyt szybkiego odjazdu chevroleta był w dodatku poważnie przeciążony. W samochodzie obok kierowcy „Kajtka” znaleźli się bowiem „Sławomir”, „Lampart”, „Nałęcz” i „Żak” oraz ranni „Nemo”, „Kastor” i „Polluks”. Jeszcze na Agrykoli zginął „Sławomir”, z powodu braku miejsca stojący na tylnym błotniku samochodu. Chwilę później niemieckie kule zabiły także znajdującego się w środku „Nałęcza”.
Kierowany przez ciężko rannego „Bruna” mercedes zdołał tymczasem dojechać na róg ulic Solec i Zagórnej na Powiślu Czerniakowskim, gdzie na żołnierzy oczekiwały w dorożce trzy łączniczki „Pegaza” („Zojda”, „Rafał”, „Nora”). Na oczach przerażonych pracowników pobliskiej fabryki farb i lakierów łączniczki odebrały od kolegów broń i amunicję. Następnie „Olek”, „Garbaty” i „Zabawa” – jedyni pasażerowie mercedesa, którzy nie odnieśli obrażeń – udali się do konspiracyjnego lokalu przy pobliskiej ul. Wilanowskiej. Mercedes, nadal kierowany przez rannego „Bruna”, odjechał natomiast na kolejny punkt zborny, mieszczący się przy rogu ulic Solec i Wilanowskiej. Tam oczekiwali dwaj lekarze oddziału – „dr Maks” i „Pobożański”. Zabrawszy ze sobą „dr Maksa” „Bruno” odjechał następnie do tajnego szpitala w willi przy ul. Kossaka 4 na Żoliborzu. W to samo miejsce udała się wcześniej kierowana przez „Otto” półciężarówka. „Bruno” ostatkiem sił zdołał dojechać do celu, po czym zemdlał z ran i wyczerpania. Lekarze i sanitariuszki błyskawicznie przystąpili do udzielania pomocy rannym; najciężej poszkodowani trafili od razu na stół operacyjny. Mimo wysiłków personelu sanitarnego jeszcze tej samej nocy zmarł jednak „Orkan”. 9 maja zmarł również „Hipek”. Przeżył natomiast ciężko ranny „Bruno”, lecz na skutek postrzału i spowodowanego nim zapalenia opon mózgowych został częściowo sparaliżowany.
Los załogi wanderera okazał się tragiczny. Podczas przejazdu ul. Szwoleżerów samochód został trafiony w silnik. Poważnie uszkodzony pojazd zdołał dojechać jedynie do ul. Czerniakowskiej, po czym zatrzymał się pod domem nr 124. W tym miejscu otworzyła do niego ogień załoga zaalarmowanej strzelaniną pobliskiej wartowni policyjnej. Samochód został ostrzelany także przez grupę niemieckich żołnierzy, którzy wdrapali się na płot położony naprzeciw domu nr 124. Z gęsto ostrzeliwanego samochodu zdołało wybiec jedynie trzech żołnierzy – „Kajtek”, „Lampart” i „Żak”. Pierwszy z nich został niemal natychmiast zastrzelony, pozostali zdołali uciec w kierunku Siekierek. Tymczasem Niemcy nadal ostrzeliwali unieruchomionego wanderera. Na oczach łączniczki „Kamy”, oczekującej w dorożce u wylotu ul. Szwoleżerów, samochód eksplodował i stanął w płomieniach. Zginęli znajdujący się wciąż wewnątrz wozu ranni „Kastor”, „Polluks” i „Nemo”. Strzelanina przy ul. Czerniakowskiej prawdopodobnie opóźniła nieco niemiecki pościg, dzięki czemu załogom pozostałych dwóch samochodów udało się pomyślnie zakończyć odskok. Przeżyli również dwaj ostatni pasażerowie wanderera. Uciekający w kierunku Siekierek „Lampart” napotkał po drodze żołnierzy pułku AK „Baszta”, którzy ukryli go i opatrzyli jego rany. O wiele bardziej dramatyczny przebieg miała natomiast ucieczka „Żaka”. W pobliżu zabudowań Siekierek żołnierz zasłabł i nie miał siły uciekać dalej. W tej sytuacji, pragnąc uniknąć schwytania i nieuchronnych tortur, zażył posiadaną przy sobie truciznę. Okazało się jednak, że trucizna nie zadziałała, a niemiecki pościg minął leżącego w trawie uciekiniera. „Żak” zdołał przeprawić się wpław przez Wisłę i ukryć się na jej drugim brzegu.

## Rezultaty akcji
Szeroko zakrojona i od początku obarczona dużym ryzykiem akcja zakończyła się całkowitym niepowodzeniem. Jej główny cel nie został osiągnięty – żołnierzom „Pegaza” nie udało się nawet dotrzeć do mieszkania Stamma. W zaciętej walce poległo natomiast ośmiu żołnierzy AK. Rozmiary porażki powiększał fakt, iż zabici byli w większości doświadczonymi żołnierzami dywersji – poległo m.in. dwóch dowódców plutonów („Orkan” i „Sławomir”) oraz kilku podchorążych. Przeżył ciężko ranny „Bruno”, lecz nie udało mu się nigdy w pełni powrócić do zdrowia (po wojnie ujawniła się u niego epilepsja). Lżejsze obrażenia odnieśli także „Burza”, „Cyklon”, „Lampart”, „Sokół” i „Żak”. Ponadto w niemieckich dokumentach znalazła się wzmianka o schwytaniu dwóch nieznanych z nazwiska zamachowców. Polskie źródła nie potwierdzają jednak, aby którykolwiek żołnierz dywersji dostał się w ręce Niemców. Być może za uczestników akcji Niemcy uznali dwóch przypadkowych przechodniów, zatrzymanych w czasie pościgu za żołnierzami „Pegaza”.
Tragiczne rezultaty akcji wywołały wstrząs nie tylko w samym oddziale, lecz również w dowództwie Kedywu i kierownictwie Szarych Szeregów. Tomasz Strzembosz oceniał, że przyczyną porażki był m.in. niedopracowany plan akcji, który nie uwzględniał wszystkich możliwych okoliczności (zwłaszcza legitymowania osób wchodzących do domu Stamma), a także brak wiary żołnierzy w powodzenie misji. Prawdopodobnie kluczowy okazał się jednak fakt, iż akcję przeprowadzono w skrajnie niesprzyjających warunkach – w samym centrum dobrze strzeżonej „dzielnicy policyjnej”. Z kolei na rozmiar poniesionych strat wpłynęła przedłużona walka na pl. Na Rozdrożu oraz przeładowanie wanderera, spowodowane zbyt szybkim odjazdem chevroleta. Niektórzy historycy oddziału nie wykluczali także możliwości dekonspiracji.
Niemieckie straty nie są znane. W meldunku dziennym dowództwa okręgu wojskowego w Generalnym Gubernatorstwie z 7 maja 1944 znalazła się informacja, iż w czasie zamachu na Stamma zginął jeden niemiecki policjant. Polscy historycy przypuszczali jednak, że niemieckie straty były porównywalne ze stratami polskimi. W ich ocenie akcja przeprowadzona w samym sercu niemieckiej „dzielnicy policyjnej” miała także istotne znaczenie psychologiczne, gdyż jej śmiałość i rozmach wywarły na Niemcach bardzo duże wrażenie.
Nic nie wiadomo na temat represji zastosowanych w odwecie za zamach na Waltera Stamma. W niemieckich obwieszczeniach z tego okresu brak bowiem jakiejkolwiek wzmianki na temat wydarzeń z 6 maja 1944. Niemniej w tym okresie przeprowadzano nieustannie potajemne egzekucje więźniów Pawiaka w ruinach getta warszawskiego. 9 maja 1944 rozstrzelano tam ok. 40 osób, 10 maja – ok. 80 osób, 11 maja – co najmniej 90 mężczyzn i 43 kobiety (w tym pewną liczbę Żydówek).

## Epilog
Żołnierzy oddziału „Pegaz” poległych w czasie Akcji „Stamm” upamiętnia tablica zawieszona w 1998 roku na ścianie kamienicy przy al. Szucha 16. Obok nazwisk ośmiu żołnierzy poległych w dniu 6 maja 1944 znalazło się na niej także nazwisko pchor. Bronisława Hellwiga ps. „Bruno”, zmarłego w lipcu 1945 na skutek komplikacji spowodowanych ranami odniesionymi podczas akcji.
Walter Stamm przeżył wojnę. Po 1945 roku zamieszkał w Niemczech Zachodnich. W 1960 został zatrzymany przez tamtejszą policję w związku ze śledztwem prowadzonym w sprawie jego zbrodni w Warszawie; szybko jednak opuścił areszt. Niemiecka prokuratora planowała postawić go przed sądem wraz z jego przełożonym z czasów warszawskich, dr Ludwigiem Hahnem. Stamm zmarł jednak na krótko przed zakończeniem prowadzonego przeciw niemu śledztwa (1970).